# Serie A 1996-1997
La Serie A 1996-1997 è stata la 95ª edizione della massima serie del campionato italiano di calcio (la 65ª a girone unico), disputata tra l'8 settembre 1996 e il 15 giugno 1997 e conclusa con la vittoria della Juventus, al suo ventiquattresimo titolo.
Capocannoniere del torneo è stato Filippo Inzaghi (Atalanta) con 24 reti.

## Stagione

### Novità
La novità regolamentare della stagione fu la possibilità di far sedere in panchina fino a un massimo di sette giocatori, due in più rispetto al passato.

### Calciomercato

Da sinistra: il fantasista francese Zinédine Zidane e l'ariete croato Alen Bokšić, neoacquisti della.

La sentenza Bosman rivoluzionò radicalmente i vecchi equilibri su cui si era retto fin lì il calciomercato europeo: dal 1996 le società continentali approfittarono della possibilità di schierare un numero illimitato di giocatori comunitari, e gli stessi calciatori giovarono della più ampia libertà contrattuale loro concessa.
Tra gli emigranti di maggior caratura ci furono gli attaccanti della Juventus campione d'Europa in carica, Ravanelli e Vialli, i quali migrarono in Premier League, sostituiti nello scacchiere bianconero dal croato Bokšić e dai giovani Vieri e Amoruso; il club piemontese inserì inoltre nell'undici titolare il difensore uruguaiano Montero, affidando la regia della squadra al fantasista francese Zidane. L'Inter, confermato Hodgson in panchina, rinforzò a sua volta il reparto avanzato col trequartista transalpino Djorkaeff e la punta cilena Zamorano, completando poi l'organico con Galante, l'elvetico Sforza, il francese Angloma e l'olandese Winter. I campioni uscenti del Milan, orfani in panchina di Fabio Capello chiamato alla corte del Real Madrid, ingaggiarono il tecnico sudamericano Óscar Tabárez e investirono su due elementi di scuola ajacide, Davids e Reiziger, oltreché sull'attaccante Dugarry prelevato oltralpe.
La Sampdoria di Eriksson prese l'argentino Verón e la punta Montella, questo ultimo messosi in luce coi concittadini del Genoa nel precedente torneo cadetto, mentre l'Udinese di Zaccheroni acquistò il brasiliano Amoroso, che andò a completare un tridente offensivo composto dai confermati Poggi e Bierhoff. Il Parma affidò la panchina all'emergente Carlo Ancelotti, reduce dalla promozione in A conseguita coi corregionali della Reggiana, e che così fece ritorno nella squadra dov'era salito alla ribalta da calciatore; la società ducale puntellò la difesa col francese Thuram mentre in attacco puntò su due neoacquisti, Enrico Chiesa e il sudamericano Crespo, fatto che, unito a dissidi tattici col neotecnico, sfocerà nella cessione di Zola durante la sessione autunnale. La Lazio di Zeman si rinforzò col ceco Nedvěd, tra i protagonisti al campionato d'Europa 1996, e affiancò al capitano Signori l'altro capocannoniere della precedente stagione, l'ex barese Protti. La Roma, affidata la guida tecnica all'argentino Carlos Bianchi, acquistò l'ex veronese Tommasi e, nel mercato di gennaio, il transalpino Candela.
La Fiorentina integrò nel reparto avanzato il belga Oliveira, inoltre nel mercato di riparazione chiamerà a Firenze il russo Kanchelskis. Il Napoli, sotto la guida del nuovo allenatore Luigi Simoni, ridisegnò l'attacco con Aglietti e Caccia. Una provinciale quale il Vicenza, che emergerà quale rivelazione dell'annata – anche grazie al trionfo in Coppa Italia –, riscattò Ambrosetti e puntò su Beghetto. Il Cagliari inserì in rosa Bettarini e Cozza, cui si aggiungerà a gennaio Tovalieri, mentre l'Atalanta diede fiducia a Filippo Inzaghi, promettente bomber non ancora esploso ad alti livelli. Il Piacenza rispose invece ai molti stranieri in arrivo con una squadra composta, ancora una volta, interamente da italiani, tra cui spiccarono gli innesti di Pari a centrocampo e Luiso in attacco.

Vincenzo Montella (a destra), al debutto in Serie A con la, emerse con 22 reti in 28 partite.

Tra le neopromosse il Bologna, di nuovo in Serie A dopo un lustro, vide il ritorno in rossoblù di Marocchi e l'arrivo in attacco di una coppia straniera formata dallo svedese Andersson e dal russo Kolyvanov. Il Verona ingaggiò il regista Corini e la punta Maniero. Il Perugia, che si riaffacciava in massima categoria dopo quindici anni, rinforzò centrocampo e attacco con l'olandese Kreek, Gautieri e il croato Rapaić. Infine la Reggiana optò per un mercato generalmente di secondo piano, fatto salvo per il belga Grün tuttavia al tramonto della carriera.

### Avvenimenti

#### Girone di andata

Francesco Guidolin, tecnico del autore di un buon campionato chiuso a ridosso delle big, e in cui nel girone di andata trovò spazio anche per issarsi al vertice.

Costantemente in testa alla classifica nell'arco di un torneo comunque molto equilibrato, fece ritorno allo scudetto la Juventus di Marcello Lippi destinata a vincere, nel corso della stagione, anche Supercoppa UEFA e Coppa Intercontinentale. Con il gruppo storico del Milan che abdicò definitivamente dopo un decennio di successi in Italia e in Europa, i principali avversari dei bianconeri furono l'Inter di Roy Hodgson, in crescita, e il Parma di Ancelotti.
Il torneo partì l'8 settembre 1996. La Juventus si ritrovò solitaria in testa già alla quarta giornata; il 13 ottobre i bianconeri, perdendo a Vicenza, consentirono all'Inter di andare temporaneamente in vetta ma, appena la settimana successiva, il vittorioso esito dello scontro diretto al Delle Alpi permise alla Vecchia Signora di sorpassare i rivali. Nelle giornate seguenti lombardi e piemontesi continuano ad alternarsi in testa alla classifica, mentre a fine novembre fu il sorprendente Vicenza di Francesco Guidolin a dare problemi ai bianconeri.
Decisiva per la fuga della squadra di Lippi fu la vittoria interna del 15 dicembre sul Verona, ottenuta rimontando un doppio svantaggio iniziale (3-2). Frattanto i campioni in carica del Milan andavano incontro a una crisi di risultati a cui non seppe porre rimedio neppure il ritorno in dicembre di Arrigo Sacchi, chiamato a sostituire l'esonerato Tabárez dopo la sconfitta dell'undicesimo turno sul campo del Piacenza (3-2). Alla sosta natalizia la Juventus si trovava al comando seguita, in coabitazione al secondo posto, da due impronosticabili rivelazioni quali Vicenza e Napoli, autrici di un cammino nettamente al di sopra delle premesse estive. La situazione mutò nuovamente al giro di boa, con i bianconeri campioni d'inverno a +4 su una Sampdoria trascinata dall'intesa tra la nuova coppia-gol Mancini-Montella, +5 sull'Inter e +6 su Vicenza e Parma.

#### Girone di ritorno

Il, secondo classificato, bissò il migliore risultato della sua storia in Serie A, che valse la prima qualificazione ducale in UEFA Champions League.

Il girone di ritorno sembrò iniziare bene per i blucerchiati che il 2 febbraio 1997, espugnando in rimonta per 2-3 la Milano rossonera, si portarono a −2 dalla Juventus bloccata sullo 0-0 a Cagliari. A partire da quel momento, però, i liguri calarono improvvisamente di ritmo, favorendo un nuovo allungo bianconero. Arresasi anche l'Inter dopo lo 0-0 del confronto diretto a San Siro, si fece dunque avanti il Parma, per una rincorsa che apparve però tardiva. Il 6 aprile gli uomini di Lippi fecero loro in goleada (1-6) la classica sul campo del Milan, sicché i ducali poterono solamente avvicinarsi quando, la settimana successiva, la capolista fu sconfitta a domicilio dall'Udinese; tuttavia furono gli stessi friulani di Alberto Zaccheroni, andando a violare anche il Tardini il 20 dello stesso mese, a spegnere ormai quasi definitivamente i sogni di rimonta dei gialloblù.
Lo scontro diretto di Torino del 18 maggio, ultima occasione parmense per riaprire i giochi, si chiuse con un 1-1 che mantenne i padroni di casa a +6 assegnando virtualmente loro lo scudetto, poi matematicamente conquistato cinque giorni dopo a Bergamo, quando ai piemontesi bastò un identico parziale contro l'Atalanta del capocannoniere Inzaghi (24 reti) per festeggiare, con una giornata di anticipo, il loro ventiquattresimo titolo italiano. Agli emiliani rimase la consolazione della prima qualificazione della loro storia alla Champions League: da quest'anno infatti la UEFA iniziò un radicale rinnovamento delle proprie manifestazioni, aggiungendo un secondo posto nella massima competizione europea per club agli otto migliori campionati continentali, tra i quali in prima fila vi era quello italiano.

La rivelazione Filippo Inzaghi dell' (a sinistra), migliore marcatore del campionato con 24 gol.

In zona UEFA un finale povero di risultati costò al neopromosso Bologna di Renzo Ulivieri la qualificazione in Europa, a vantaggio di Sampdoria e Udinese: per i friulani fu l'esordio sul palcoscenico continentale e, sotto la guida del patron Giampaolo Pozzo, la consacrazione come solida realtà della provincia calcistica italiana per gli anni a venire. Stagione da dimenticare, al contrario, per un deludente Milan che chiuse la classifica all'undicesimo posto, a posteriori il suo peggiore piazzamento nell'era Berlusconi.
In coda, salvezza anticipata per una Roma in crisi d'identità, costretta in aprile a richiamare in panchina Nils Liedholm onde evitare maggiori patemi, ma non per il Napoli, matematicamente sicuro della permanenza in massima serie solo a due turni dal termine: i partenopei furono protagonisti di una vera e propria annata double face dove, agli ottimi risultati nel girone di andata, inversamente fece seguito una tornata di ritorno dove cedettero alla distanza, culminata nell'avvicendamento tra Simoni e Vincenzo Montefusco. Immediato, invece, il ritorno in Serie B per Reggiana, Verona e Perugia; mentre emiliani e veneti si arenarono ben presto, gli umbri furono condannati solo all'ultima giornata dalla classifica avulsa che altresì mandò Cagliari e Piacenza allo spareggio: sul campo neutro del San Paolo prevalsero per 3-1 i biancorossi, rispedendo dopo sette stagioni i rossoblù tra i cadetti.

## Squadre partecipanti

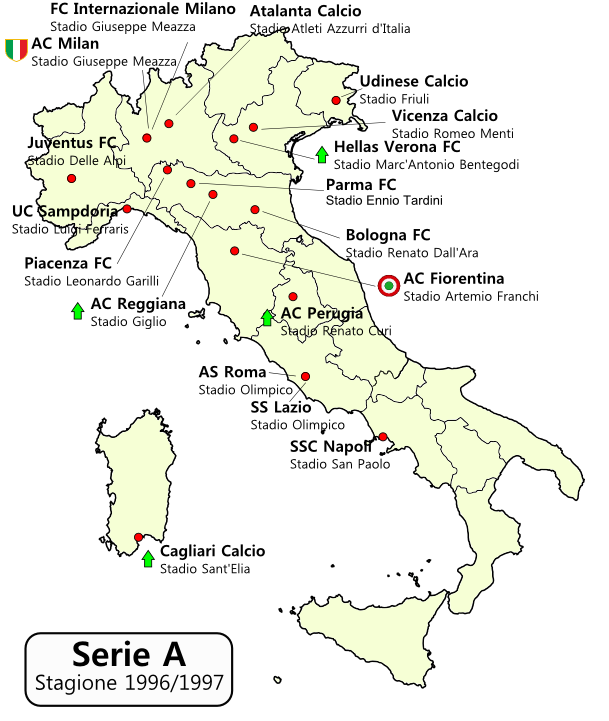
Ubicazione delle squadre della Serie A 1996-1997

| Club       | Stagione | Città         | Stadio                         | Stagione precedente           |
| ---------- | -------- | ------------- | ------------------------------ | ----------------------------- |
| Atalanta   | dettagli | Bergamo       | Stadio Atleti Azzurri d'Italia | 13º posto in Serie A          |
| Bologna    | dettagli | Bologna       | Stadio Renato Dall'Ara         | 1º posto in Serie B, promosso |
| Cagliari   | dettagli | Cagliari      | Stadio Sant'Elia               | 10º posto in Serie A          |
| Fiorentina | dettagli | Firenze       | Stadio Artemio Franchi         | 4º posto in Serie A           |
| Inter      | dettagli | Milano        | Stadio Giuseppe Meazza         | 7º posto in Serie A           |
| Juventus   | dettagli | Torino        | Stadio delle Alpi              | 2º posto in Serie A           |
| Lazio      | dettagli | Roma          | Stadio Olimpico di Roma        | 3º posto in Serie A           |
| Milan      | dettagli | Milano        | Stadio Giuseppe Meazza         | 1º posto in Serie A           |
| Napoli     | dettagli | Napoli        | Stadio San Paolo               | 12º posto in Serie A          |
| Parma      | dettagli | Parma         | Stadio Ennio Tardini           | 6º posto in Serie A           |
| Perugia    | dettagli | Perugia       | Stadio Renato Curi             | 3º posto in Serie B, promosso |
| Piacenza   | dettagli | Piacenza      | Stadio Leonardo Garilli        | 14º posto in Serie A          |
| Reggiana   | dettagli | Reggio Emilia | Stadio Giglio                  | 4º posto in Serie B, promosso |
| Roma       | dettagli | Roma          | Stadio Olimpico di Roma        | 5º posto in Serie A           |
| Sampdoria  | dettagli | Genova        | Stadio Luigi Ferraris          | 8º posto in Serie A           |
| Udinese    | dettagli | Udine         | Stadio Friuli                  | 11º posto in Serie A          |
| Verona     | dettagli | Verona        | Stadio Marcantonio Bentegodi   | 2º posto in Serie B, promosso |
| Vicenza    | dettagli | Vicenza       | Stadio Romeo Menti             | 9º posto in Serie A           |

## Allenatori e primatisti
| Squadra    | Allenatore                                                                                    | Calciatore più presente                                         | Cannoniere                                                  |
| ---------- | --------------------------------------------------------------------------------------------- | --------------------------------------------------------------- | ----------------------------------------------------------- |
| Atalanta   | Emiliano Mondonico                                                                            | Filippo Inzaghi (33)                                            | Filippo Inzaghi (24)                                        |
| Bologna    | Renzo Ulivieri                                                                                | Francesco Antonioli, Giancarlo Marocchi, Michele Paramatti (33) | Igor' Kolyvanov (11)                                        |
| Cagliari   | Roberto Clagluna e Gregorio Pérez (D.T.) (1ª-6ª) Carlo Mazzone (7ª-34ª)                       | Giuseppe Pancaro (33)                                           | Sandro Tovalieri (12)                                       |
| Fiorentina | Claudio Ranieri                                                                               | Gabriel Batistuta, Francesco Toldo (32)                         | Gabriel Batistuta (17)                                      |
| Inter      | Giovanni Ardemagni e Roy Hodgson (D.T.) (1ª-32ª) Luciano Castellini (33ª-34ª)                 | Gianluca Pagliuca (34)                                          | Youri Djorkaeff (14)                                        |
| Juventus   | Marcello Lippi                                                                                | Angelo Di Livio, Ciro Ferrara (32)                              | Alessandro Del Piero, Michele Padovano, Christian Vieri (8) |
| Lazio      | Zdeněk Zeman (1ª-18ª) Dino Zoff (19ª-34ª)                                                     | Luca Marchegiani, Pavel Nedvěd, Giuseppe Signori (32)           | Giuseppe Signori (15)                                       |
| Milan      | Giorgio Morini e Óscar Tabárez (D.T.) (1ª-11ª) Arrigo Sacchi (12ª-34ª)                        | Alessandro Costacurta (30)                                      | George Weah (13)                                            |
| Napoli     | Luigi Simoni (1ª-28ª) Vincenzo Montefusco (29ª-34ª)                                           | Giuseppe Taglialatela (34)                                      | Alfredo Aglietti (8)                                        |
| Parma      | Carlo Ancelotti                                                                               | Lilian Thuram (34)                                              | Enrico Chiesa (14)                                          |
| Perugia    | Giovanni Galeone (1ª-14ª) Mauro Amenta (15ª) Nevio Scala (16ª-34ª)                            | Michel Kreek (32)                                               | Marco Negri (15)                                            |
| Piacenza   | Bortolo Mutti                                                                                 | Eusebio Di Francesco, Settimio Lucci, Massimo Taibi (34)        | Pasquale Luiso (14)                                         |
| Reggiana   | Adelio Moro e Mircea Lucescu (D.T.) (1ª-10ª) Francesco Oddo (11ª-34ª)                         | Marco Ballotta (34)                                             | Igor' Simutenkov (6)                                        |
| Roma       | Sergio Santarini e Carlos Bianchi (D.T.) (1ª-26ª) Ezio Sella e Nils Liedholm (D.T.) (27ª-34ª) | Aldair (32)                                                     | Abel Balbo (17)                                             |
| Sampdoria  | Luciano Spinosi e Sven-Göran Eriksson (D.T.)                                                  | Roberto Mancini (33)                                            | Vincenzo Montella (22)                                      |
| Udinese    | Alberto Zaccheroni                                                                            | Paolo Poggi (32)                                                | Oliver Bierhoff, Paolo Poggi (13)                           |
| Verona     | Luigi Cagni                                                                                   | Filippo Maniero (33)                                            | Filippo Maniero (12)                                        |
| Vicenza    | Francesco Guidolin                                                                            | Luca Mondini, Roberto Murgita (32)                              | Marcelo Otero (13)                                          |

## Classifica finale
|        | Pos. | Squadra    | Pt | G  | V  | N  | P  | GF | GS | DR  |
| ------ | ---- | ---------- | -- | -- | -- | -- | -- | -- | -- | --- |
|        | 1.   | Juventus   | 65 | 34 | 17 | 14 | 3  | 51 | 24 | +27 |
|        | 2.   | Parma      | 63 | 34 | 18 | 9  | 7  | 41 | 26 | +15 |
|        | 3.   | Inter      | 59 | 34 | 15 | 14 | 5  | 51 | 35 | +16 |
|        | 4.   | Lazio      | 55 | 34 | 15 | 10 | 9  | 54 | 37 | +17 |
|        | 5.   | Udinese    | 54 | 34 | 15 | 9  | 10 | 53 | 41 | +12 |
|        | 6.   | Sampdoria  | 53 | 34 | 14 | 11 | 9  | 60 | 46 | +14 |
|        | 7.   | Bologna    | 49 | 34 | 13 | 10 | 11 | 50 | 44 | +6  |
| [ 17 ] | 8.   | Vicenza    | 47 | 34 | 12 | 11 | 11 | 43 | 38 | +5  |
|        | 9.   | Fiorentina | 45 | 34 | 10 | 15 | 9  | 46 | 41 | +5  |
|        | 10.  | Atalanta   | 44 | 34 | 11 | 11 | 12 | 44 | 46 | -2  |
|        | 11.  | Milan      | 43 | 34 | 11 | 10 | 13 | 43 | 45 | -2  |
|        | 12.  | Roma       | 41 | 34 | 10 | 11 | 13 | 46 | 47 | -1  |
|        | 13.  | Napoli     | 41 | 34 | 9  | 14 | 11 | 38 | 45 | -7  |
|        | 14.  | Piacenza   | 37 | 34 | 7  | 16 | 11 | 29 | 45 | -16 |
|        | 15.  | Cagliari   | 37 | 34 | 9  | 10 | 15 | 45 | 55 | -10 |
|        | 16.  | Perugia    | 37 | 34 | 10 | 7  | 17 | 48 | 62 | -14 |
|        | 17.  | Verona     | 27 | 34 | 6  | 9  | 19 | 38 | 64 | -26 |
|        | 18.  | Reggiana   | 19 | 34 | 2  | 13 | 19 | 28 | 67 | -39 |

Legenda:
      Campione d'Italia e qualificata alla fase a gironi della UEFA Champions League 1997-1998.
      Qualificato al secondo turno di qualificazione della UEFA Champions League 1997-1998.
      Qualificati ai trentaduesimi di finale di Coppa UEFA 1997-1998.
      Qualificato ai sedicesimi di finale di Coppa delle Coppe 1997-1998.
      Retrocesse in Serie B 1997-1998.
Regolamento:
Tre punti a vittoria, uno a pareggio, zero a sconfitta.
A parità di punti valeva la classifica avulsa, eccetto per l'assegnazione dello scudetto, dei posti salvezza-retrocessione e qualificazione-esclusione dalla Coppa UEFA per i quali era previsto uno spareggio.
Note:
Cagliari retrocesso dopo aver perso lo spareggio salvezza con il Piacenza.
Perugia retrocesso direttamente per peggiore classifica avulsa rispetto a Cagliari e Piacenza.

### Squadra campione
| Formazione tipo | Giocatori (presenze)      |
| --- | ------------------------- |
| Peruzzi Porrini Ferrara Montero Pessotto Di Livio Deschamps Jugović Zidane Bokšić Del Piero | Angelo Peruzzi (29)       |
| Peruzzi Porrini Ferrara Montero Pessotto Di Livio Deschamps Jugović Zidane Bokšić Del Piero | Sergio Porrini (23)       |
| Peruzzi Porrini Ferrara Montero Pessotto Di Livio Deschamps Jugović Zidane Bokšić Del Piero | Ciro Ferrara (32)         |
| Peruzzi Porrini Ferrara Montero Pessotto Di Livio Deschamps Jugović Zidane Bokšić Del Piero | Paolo Montero (26)        |
| Peruzzi Porrini Ferrara Montero Pessotto Di Livio Deschamps Jugović Zidane Bokšić Del Piero | Gianluca Pessotto (20)    |
| Peruzzi Porrini Ferrara Montero Pessotto Di Livio Deschamps Jugović Zidane Bokšić Del Piero | Angelo Di Livio (32)      |
| Peruzzi Porrini Ferrara Montero Pessotto Di Livio Deschamps Jugović Zidane Bokšić Del Piero | Didier Deschamps (26)     |
| Peruzzi Porrini Ferrara Montero Pessotto Di Livio Deschamps Jugović Zidane Bokšić Del Piero | Vladimir Jugović (30)     |
| Peruzzi Porrini Ferrara Montero Pessotto Di Livio Deschamps Jugović Zidane Bokšić Del Piero | Zinédine Zidane (29)      |
| Peruzzi Porrini Ferrara Montero Pessotto Di Livio Deschamps Jugović Zidane Bokšić Del Piero | Alen Bokšić (22)          |
| Peruzzi Porrini Ferrara Montero Pessotto Di Livio Deschamps Jugović Zidane Bokšić Del Piero | Alessandro Del Piero (22) |
| Altri giocatori: Nicola Amoruso (23), Christian Vieri (23), Attilio Lombardo (22), Mark Iuliano (21), Michele Padovano (20), Alessio Tacchinardi (19), Dimas (17), Moreno Torricelli (17), Antonio Conte (6), Michelangelo Rampulla (6), Raffaele Ametrano (1), Nicola Cingolani (1), Davide Falcioni (1), Ivano Trotta (1). |                           |

## Risultati

### Tabellone
|            | ATA  | BOL  | CAG  | FIO  | INT  | JUV  | LAZ  | MIL  | NAP  | PAR  | PER  | PIA  | REG  | ROM  | SAM  | UDI  | VER  | VIC  |
| ---------- | ---- | ---- | ---- | ---- | ---- | ---- | ---- | ---- | ---- | ---- | ---- | ---- | ---- | ---- | ---- | ---- | ---- | ---- |
| Atalanta   | –––– | 1-1  | 4-1  | 2-2  | 1-1  | 1-1  | 2-1  | 0-2  | 2-2  | 1-2  | 2-2  | 4-0  | 1-0  | 0-4  | 4-0  | 1-0  | 1-0  | 3-1  |
| Bologna    | 3-1  | –––– | 3-0  | 0-2  | 2-2  | 0-1  | 1-0  | 1-2  | 2-1  | 0-1  | 0-0  | 1-1  | 3-2  | 3-2  | 2-1  | 0-0  | 6-1  | 0-0  |
| Cagliari   | 2-0  | 2-2  | –––– | 4-1  | 1-2  | 0-0  | 0-0  | 1-1  | 1-1  | 0-1  | 2-1  | 1-0  | 1-1  | 2-1  | 3-4  | 1-2  | 3-2  | 2-1  |
| Fiorentina | 0-0  | 3-2  | 2-0  | –––– | 0-0  | 1-1  | 0-0  | 1-0  | 3-0  | 1-0  | 4-1  | 1-1  | 3-0  | 2-1  | 1-1  | 2-3  | 2-0  | 2-4  |
| Inter      | 2-0  | 0-2  | 2-2  | 2-2  | –––– | 0-0  | 1-1  | 3-1  | 3-2  | 3-1  | 1-0  | 2-0  | 3-1  | 3-1  | 3-4  | 1-1  | 2-1  | 0-1  |
| Juventus   | 0-0  | 1-0  | 2-1  | 1-0  | 2-0  | –––– | 2-2  | 0-0  | 1-1  | 1-1  | 2-1  | 4-1  | 3-1  | 3-0  | 0-0  | 0-3  | 3-2  | 2-0  |
| Lazio      | 3-2  | 1-2  | 2-1  | 1-0  | 2-2  | 0-2  | –––– | 3-0  | 3-2  | 2-1  | 4-1  | 2-0  | 6-1  | 0-0  | 1-1  | 0-1  | 4-1  | 0-2  |
| Milan      | 1-1  | 2-0  | 0-1  | 2-0  | 1-1  | 1-6  | 2-2  | –––– | 3-1  | 0-1  | 3-0  | 0-0  | 3-1  | 1-1  | 2-3  | 2-1  | 4-1  | 1-0  |
| Napoli     | 0-1  | 3-2  | 1-1  | 2-2  | 1-2  | 0-0  | 1-0  | 0-0  | –––– | 2-1  | 4-2  | 1-1  | 1-0  | 1-0  | 1-1  | 1-1  | 1-0  | 1-0  |
| Parma      | 0-0  | 1-0  | 3-2  | 0-0  | 1-0  | 1-0  | 2-0  | 1-1  | 3-0  | –––– | 1-2  | 1-0  | 3-2  | 0-0  | 3-0  | 0-2  | 1-0  | 3-0  |
| Perugia    | 3-1  | 5-1  | 3-2  | 1-1  | 0-0  | 1-2  | 1-2  | 1-0  | 1-1  | 1-2  | –––– | 1-1  | 1-3  | 2-0  | 1-0  | 2-1  | 3-1  | 1-1  |
| Piacenza   | 3-1  | 1-1  | 1-1  | 1-1  | 0-3  | 1-1  | 1-3  | 3-2  | 1-0  | 0-0  | 2-1  | –––– | 3-0  | 0-0  | 2-2  | 0-0  | 2-0  | 1-0  |
| Reggiana   | 0-3  | 1-3  | 0-3  | 0-0  | 1-1  | 1-1  | 0-2  | 0-3  | 1-1  | 0-0  | 1-4  | 0-0  | –––– | 1-1  | 1-1  | 0-0  | 2-2  | 0-0  |
| Roma       | 0-2  | 1-1  | 3-1  | 3-3  | 1-1  | 1-1  | 1-1  | 3-0  | 1-0  | 0-1  | 4-1  | 3-1  | 2-2  | –––– | 1-4  | 0-3  | 4-3  | 2-0  |
| Sampdoria  | 2-0  | 1-2  | 4-1  | 1-1  | 1-2  | 0-1  | 1-0  | 2-1  | 0-1  | 1-1  | 5-2  | 3-0  | 3-0  | 1-2  | –––– | 4-0  | 0-0  | 2-1  |
| Udinese    | 2-0  | 2-2  | 1-0  | 2-0  | 0-1  | 1-4  | 2-3  | 1-1  | 2-2  | 3-1  | 2-1  | 4-0  | 2-1  | 1-0  | 4-5  | –––– | 3-0  | 1-1  |
| Verona     | 1-1  | 0-2  | 2-2  | 2-1  | 0-1  | 0-2  | 1-1  | 3-1  | 2-0  | 1-2  | 2-0  | 0-0  | 2-4  | 2-1  | 1-1  | 3-2  | –––– | 2-2  |
| Vicenza    | 4-1  | 2-0  | 2-0  | 3-2  | 1-1  | 2-1  | 0-2  | 2-0  | 2-2  | 1-1  | 4-1  | 1-1  | 2-0  | 0-2  | 1-1  | 2-0  | 0-0  | –––– |

### Calendario
| andata (1ª) | andata (1ª) | 1ª giornata        | ritorno (18ª) | ritorno (18ª) |
|             |             |                    |               |               |
| 7 set.      | 1-0         | Bologna-Lazio      | 2-1           | 26 gen.       |
| 8 set.      | 2-0         | Cagliari-Atalanta  | 1-4           | 26 gen.       |
| 8 set.      | 2-4         | Fiorentina-Vicenza | 2-3           | 26 gen.       |
| 8 set.      | 4-1         | Milan-Verona       | 1-3           | 26 gen.       |
| 7 set.      | 3-0         | Parma-Napoli       | 1-2           | 26 gen.       |
| 8 set.      | 1-0         | Perugia-Sampdoria  | 2-5           | 26 gen.       |
| 8 set.      | 1-1         | Reggiana-Juventus  | 1-3           | 26 gen.       |
| 7 set.      | 3-1         | Roma-Piacenza      | 0-0           | 26 gen.       |
| 7 set.      | 0-1         | Udinese-Inter      | 1-1           | 26 gen.       |

| andata (2ª) | andata (2ª) | 2ª giornata         | ritorno (19ª) | ritorno (19ª) |
|             |             |                     |               |               |
| 15 set.     | 2-2         | Atalanta-Fiorentina | 0-0           | 2 feb.        |
| 15 set.     | 1-0         | Inter-Perugia       | 0-0           | 2 feb.        |
| 15 set.     | 2-1         | Juventus-Cagliari   | 0-0           | 2 feb.        |
| 15 set.     | 0-1         | Lazio-Udinese       | 3-2           | 2 feb.        |
| 15 set.     | 1-0         | Napoli-Reggiana     | 1-1           | 2 feb.        |
| 15 set.     | 0-0         | Piacenza-Parma      | 0-1           | 2 feb.        |
| 15 set.     | 2-1         | Sampdoria-Milan     | 3-2           | 2 feb.        |
| 15 set.     | 0-2         | Verona-Bologna      | 1-6           | 2 feb.        |
| 15 set.     | 0-2         | Vicenza-Roma        | 0-2           | 2 feb.        |

| andata (1ª) | andata (1ª) | 1ª giornata        | ritorno (18ª) | ritorno (18ª) |
|             |             |                    |               |               |
| 7 set.      | 1-0         | Bologna-Lazio      | 2-1           | 26 gen.       |
| 8 set.      | 2-0         | Cagliari-Atalanta  | 1-4           | 26 gen.       |
| 8 set.      | 2-4         | Fiorentina-Vicenza | 2-3           | 26 gen.       |
| 8 set.      | 4-1         | Milan-Verona       | 1-3           | 26 gen.       |
| 7 set.      | 3-0         | Parma-Napoli       | 1-2           | 26 gen.       |
| 8 set.      | 1-0         | Perugia-Sampdoria  | 2-5           | 26 gen.       |
| 8 set.      | 1-1         | Reggiana-Juventus  | 1-3           | 26 gen.       |
| 7 set.      | 3-1         | Roma-Piacenza      | 0-0           | 26 gen.       |
| 7 set.      | 0-1         | Udinese-Inter      | 1-1           | 26 gen.       |

| andata (2ª) | andata (2ª) | 2ª giornata         | ritorno (19ª) | ritorno (19ª) |
|             |             |                     |               |               |
| 15 set.     | 2-2         | Atalanta-Fiorentina | 0-0           | 2 feb.        |
| 15 set.     | 1-0         | Inter-Perugia       | 0-0           | 2 feb.        |
| 15 set.     | 2-1         | Juventus-Cagliari   | 0-0           | 2 feb.        |
| 15 set.     | 0-1         | Lazio-Udinese       | 3-2           | 2 feb.        |
| 15 set.     | 1-0         | Napoli-Reggiana     | 1-1           | 2 feb.        |
| 15 set.     | 0-0         | Piacenza-Parma      | 0-1           | 2 feb.        |
| 15 set.     | 2-1         | Sampdoria-Milan     | 3-2           | 2 feb.        |
| 15 set.     | 0-2         | Verona-Bologna      | 1-6           | 2 feb.        |
| 15 set.     | 0-2         | Vicenza-Roma        | 0-2           | 2 feb.        |

| andata (3ª) | andata (3ª) | 3ª giornata       | ritorno (20ª) | ritorno (20ª) |
|             |             |                   |               |               |
| 22 set.     | 1-2         | Bologna-Milan     | 0-2           | 16 feb.       |
| 22 set.     | 1-2         | Cagliari-Udinese  | 0-1           | 16 feb.       |
| 22 set.     | 2-0         | Fiorentina-Verona | 1-2           | 16 feb.       |
| 21 set.     | 1-1         | Inter-Lazio       | 2-2           | 16 feb.       |
| 22 set.     | 1-1         | Napoli-Piacenza   | 0-1           | 16 feb.       |
| 21 set.     | 3-2         | Parma-Reggiana    | 0-0           | 16 feb.       |
| 22 set.     | 1-2         | Perugia-Juventus  | 1-2           | 16 feb.       |
| 21 set.     | 1-4         | Roma-Sampdoria    | 2-1           | 16 feb.       |
| 22 set.     | 4-1         | Vicenza-Atalanta  | 1-3           | 16 feb.       |

| andata (4ª) | andata (4ª) | 4ª giornata         | ritorno (21ª) | ritorno (21ª) |
|             |             |                     |               |               |
| 29 set.     | 1-1         | Atalanta-Inter      | 0-2           | 23 feb.       |
| 29 set.     | 1-0         | Juventus-Fiorentina | 1-1           | 23 feb.       |
| 29 set.     | 2-1         | Lazio-Parma         | 0-2           | 23 feb.       |
| 29 set.     | 3-0         | Milan-Perugia       | 0-1           | 23 feb.       |
| 29 set.     | 1-0         | Piacenza-Vicenza    | 1-1           | 23 feb.       |
| 29 set.     | 1-1         | Reggiana-Roma       | 2-2           | 23 feb.       |
| 29 set.     | 0-1         | Sampdoria-Napoli    | 1-1           | 23 feb.       |
| 29 set.     | 2-2         | Udinese-Bologna     | 0-0           | 23 feb.       |
| 29 set.     | 2-2         | Verona-Cagliari     | 2-3           | 23 feb.       |

| andata (3ª) | andata (3ª) | 3ª giornata       | ritorno (20ª) | ritorno (20ª) |
|             |             |                   |               |               |
| 22 set.     | 1-2         | Bologna-Milan     | 0-2           | 16 feb.       |
| 22 set.     | 1-2         | Cagliari-Udinese  | 0-1           | 16 feb.       |
| 22 set.     | 2-0         | Fiorentina-Verona | 1-2           | 16 feb.       |
| 21 set.     | 1-1         | Inter-Lazio       | 2-2           | 16 feb.       |
| 22 set.     | 1-1         | Napoli-Piacenza   | 0-1           | 16 feb.       |
| 21 set.     | 3-2         | Parma-Reggiana    | 0-0           | 16 feb.       |
| 22 set.     | 1-2         | Perugia-Juventus  | 1-2           | 16 feb.       |
| 21 set.     | 1-4         | Roma-Sampdoria    | 2-1           | 16 feb.       |
| 22 set.     | 4-1         | Vicenza-Atalanta  | 1-3           | 16 feb.       |

| andata (4ª) | andata (4ª) | 4ª giornata         | ritorno (21ª) | ritorno (21ª) |
|             |             |                     |               |               |
| 29 set.     | 1-1         | Atalanta-Inter      | 0-2           | 23 feb.       |
| 29 set.     | 1-0         | Juventus-Fiorentina | 1-1           | 23 feb.       |
| 29 set.     | 2-1         | Lazio-Parma         | 0-2           | 23 feb.       |
| 29 set.     | 3-0         | Milan-Perugia       | 0-1           | 23 feb.       |
| 29 set.     | 1-0         | Piacenza-Vicenza    | 1-1           | 23 feb.       |
| 29 set.     | 1-1         | Reggiana-Roma       | 2-2           | 23 feb.       |
| 29 set.     | 0-1         | Sampdoria-Napoli    | 1-1           | 23 feb.       |
| 29 set.     | 2-2         | Udinese-Bologna     | 0-0           | 23 feb.       |
| 29 set.     | 2-2         | Verona-Cagliari     | 2-3           | 23 feb.       |

| andata (5ª) | andata (5ª) | 5ª giornata       | ritorno (22ª) | ritorno (22ª) |
|             |             |                   |               |               |
| 13 ott.     | 2-1         | Bologna-Sampdoria | 2-1           | 2 mar.        |
| 13 ott.     | 0-1         | Cagliari-Parma    | 2-3           | 2 mar.        |
| 12 ott.     | 0-0         | Fiorentina-Lazio  | 0-1           | 1° mar.       |
| 12 ott.     | 2-0         | Inter-Piacenza    | 3-0           | 1° mar.       |
| 13 ott.     | 1-1         | Napoli-Udinese    | 2-2           | 2 mar.        |
| 13 ott.     | 3-1         | Perugia-Atalanta  | 2-2           | 2 mar.        |
| 13 ott.     | 2-2         | Reggiana-Verona   | 4-2           | 2 mar.        |
| 12 ott.     | 3-0         | Roma-Milan        | 1-1           | 2 mar.        |
| 13 ott.     | 2-1         | Vicenza-Juventus  | 0-2           | 1° mar.       |

| andata (6ª) | andata (6ª) | 6ª giornata        | ritorno (23ª) | ritorno (23ª) |
|             |             |                    |               |               |
| 20 ott.     | 0-2         | Bologna-Fiorentina | 2-3           | 9 mar.        |
| 20 ott.     | 2-0         | Juventus-Inter     | 0-0           | 9 mar.        |
| 20 ott.     | 2-1         | Lazio-Cagliari     | 0-0           | 9 mar.        |
| 20 ott.     | 3-1         | Milan-Napoli       | 0-0           | 9 mar.        |
| 20 ott.     | 1-2         | Parma-Perugia      | 2-1           | 9 mar.        |
| 20 ott.     | 3-0         | Piacenza-Reggiana  | 0-0           | 9 mar.        |
| 20 ott.     | 2-0         | Sampdoria-Atalanta | 0-4           | 9 mar.        |
| 20 ott.     | 1-1         | Udinese-Vicenza    | 0-2           | 9 mar.        |
| 20 ott.     | 2-1         | Verona-Roma        | 3-4           | 9 mar.        |

| andata (5ª) | andata (5ª) | 5ª giornata       | ritorno (22ª) | ritorno (22ª) |
|             |             |                   |               |               |
| 13 ott.     | 2-1         | Bologna-Sampdoria | 2-1           | 2 mar.        |
| 13 ott.     | 0-1         | Cagliari-Parma    | 2-3           | 2 mar.        |
| 12 ott.     | 0-0         | Fiorentina-Lazio  | 0-1           | 1° mar.       |
| 12 ott.     | 2-0         | Inter-Piacenza    | 3-0           | 1° mar.       |
| 13 ott.     | 1-1         | Napoli-Udinese    | 2-2           | 2 mar.        |
| 13 ott.     | 3-1         | Perugia-Atalanta  | 2-2           | 2 mar.        |
| 13 ott.     | 2-2         | Reggiana-Verona   | 4-2           | 2 mar.        |
| 12 ott.     | 3-0         | Roma-Milan        | 1-1           | 2 mar.        |
| 13 ott.     | 2-1         | Vicenza-Juventus  | 0-2           | 1° mar.       |

| andata (6ª) | andata (6ª) | 6ª giornata        | ritorno (23ª) | ritorno (23ª) |
|             |             |                    |               |               |
| 20 ott.     | 0-2         | Bologna-Fiorentina | 2-3           | 9 mar.        |
| 20 ott.     | 2-0         | Juventus-Inter     | 0-0           | 9 mar.        |
| 20 ott.     | 2-1         | Lazio-Cagliari     | 0-0           | 9 mar.        |
| 20 ott.     | 3-1         | Milan-Napoli       | 0-0           | 9 mar.        |
| 20 ott.     | 1-2         | Parma-Perugia      | 2-1           | 9 mar.        |
| 20 ott.     | 3-0         | Piacenza-Reggiana  | 0-0           | 9 mar.        |
| 20 ott.     | 2-0         | Sampdoria-Atalanta | 0-4           | 9 mar.        |
| 20 ott.     | 1-1         | Udinese-Vicenza    | 0-2           | 9 mar.        |
| 20 ott.     | 2-1         | Verona-Roma        | 3-4           | 9 mar.        |

| andata (7ª) | andata (7ª) | 7ª giornata        | ritorno (24ª) | ritorno (24ª) |
|             |             |                    |               |               |
| 26 ott.     | 2-1         | Atalanta-Lazio     | 2-3           | 16 mar.       |
| 27 ott.     | 1-0         | Fiorentina-Milan   | 0-2           | 15 mar.       |
| 27 ott.     | 3-1         | Inter-Parma        | 0-1           | 15 mar.       |
| 27 ott.     | 3-2         | Napoli-Bologna     | 1-2           | 16 mar.       |
| 27 ott.     | 2-1         | Perugia-Udinese    | 1-2           | 16 mar.       |
| 27 ott.     | 2-0         | Piacenza-Verona    | 0-0           | 16 mar.       |
| 27 ott.     | 1-1         | Reggiana-Sampdoria | 0-3           | 16 mar.       |
| 26 ott.     | 1-1         | Roma-Juventus      | 0-3           | 15 mar.       |
| 27 ott.     | 2-0         | Vicenza-Cagliari   | 1-2           | 16 mar.       |

| andata (8ª) | andata (8ª) | 8ª giornata        | ritorno (25ª) | ritorno (25ª) |
|             |             |                    |               |               |
| 3 nov.      | 3-2         | Bologna-Roma       | 1-1           | 23 mar.       |
| 3 nov.      | 2-1         | Cagliari-Perugia   | 2-3           | 23 mar.       |
| 3 nov.      | 1-1         | Juventus-Napoli    | 0-0           | 23 mar.       |
| 3 nov.      | 0-2         | Lazio-Vicenza      | 2-0           | 23 mar.       |
| 3 nov.      | 1-1         | Milan-Atalanta     | 2-0           | 23 mar.       |
| 3 nov.      | 0-0         | Parma-Fiorentina   | 0-1           | 23 mar.       |
| 3 nov.      | 3-0         | Sampdoria-Piacenza | 2-2           | 23 mar.       |
| 3 nov.      | 2-1         | Udinese-Reggiana   | 0-0           | 23 mar.       |
| 3 nov.      | 0-1         | Verona-Inter       | 1-2           | 23 mar.       |

| andata (7ª) | andata (7ª) | 7ª giornata        | ritorno (24ª) | ritorno (24ª) |
|             |             |                    |               |               |
| 26 ott.     | 2-1         | Atalanta-Lazio     | 2-3           | 16 mar.       |
| 27 ott.     | 1-0         | Fiorentina-Milan   | 0-2           | 15 mar.       |
| 27 ott.     | 3-1         | Inter-Parma        | 0-1           | 15 mar.       |
| 27 ott.     | 3-2         | Napoli-Bologna     | 1-2           | 16 mar.       |
| 27 ott.     | 2-1         | Perugia-Udinese    | 1-2           | 16 mar.       |
| 27 ott.     | 2-0         | Piacenza-Verona    | 0-0           | 16 mar.       |
| 27 ott.     | 1-1         | Reggiana-Sampdoria | 0-3           | 16 mar.       |
| 26 ott.     | 1-1         | Roma-Juventus      | 0-3           | 15 mar.       |
| 27 ott.     | 2-0         | Vicenza-Cagliari   | 1-2           | 16 mar.       |

| andata (8ª) | andata (8ª) | 8ª giornata        | ritorno (25ª) | ritorno (25ª) |
|             |             |                    |               |               |
| 3 nov.      | 3-2         | Bologna-Roma       | 1-1           | 23 mar.       |
| 3 nov.      | 2-1         | Cagliari-Perugia   | 2-3           | 23 mar.       |
| 3 nov.      | 1-1         | Juventus-Napoli    | 0-0           | 23 mar.       |
| 3 nov.      | 0-2         | Lazio-Vicenza      | 2-0           | 23 mar.       |
| 3 nov.      | 1-1         | Milan-Atalanta     | 2-0           | 23 mar.       |
| 3 nov.      | 0-0         | Parma-Fiorentina   | 0-1           | 23 mar.       |
| 3 nov.      | 3-0         | Sampdoria-Piacenza | 2-2           | 23 mar.       |
| 3 nov.      | 2-1         | Udinese-Reggiana   | 0-0           | 23 mar.       |
| 3 nov.      | 0-1         | Verona-Inter       | 1-2           | 23 mar.       |

| andata (9ª) | andata (9ª) | 9ª giornata      | ritorno (26ª) | ritorno (26ª) |
|             |             |                  |               |               |
| 17 nov.     | 1-0         | Atalanta-Udinese | 0-2           | 6 apr.        |
| 16 nov.     | 2-2         | Inter-Fiorentina | 0-0           | 5 apr.        |
| 17 nov.     | 0-0         | Juventus-Milan   | 6-1           | 6 apr.        |
| 17 nov.     | 4-2         | Napoli-Perugia   | 1-1           | 6 apr.        |
| 17 nov.     | 1-3         | Piacenza-Lazio   | 0-2           | 6 apr.        |
| 17 nov.     | 1-3         | Reggiana-Bologna | 2-3           | 6 apr.        |
| 17 nov.     | 3-1         | Roma-Cagliari    | 1-2           | 6 apr.        |
| 17 nov.     | 1-1         | Sampdoria-Parma  | 0-3           | 6 apr.        |
| 17 nov.     | 2-2         | Verona-Vicenza   | 0-0           | 6 apr.        |

| andata (10ª) | andata (10ª) | 10ª giornata        | ritorno (27ª) | ritorno (27ª) |
|              |              |                     |               |               |
| 24 nov.      | 3-1          | Bologna-Atalanta    | 1-1           | 13 apr.       |
| 24 nov.      | 1-1          | Cagliari-Napoli     | 1-1           | 13 apr.       |
| 24 nov.      | 1-1          | Fiorentina-Piacenza | 1-1           | 13 apr.       |
| 24 nov.      | 1-1          | Lazio-Sampdoria     | 0-1           | 13 apr.       |
| 24 nov.      | 1-1          | Milan-Inter         | 1-3           | 13 apr.       |
| 24 nov.      | 0-0          | Parma-Roma          | 1-0           | 13 apr.       |
| 24 nov.      | 3-1          | Perugia-Verona      | 0-2           | 13 apr.       |
| 11 dic.      | 1-4          | Udinese-Juventus    | 3-0           | 13 apr.       |
| 24 nov.      | 2-0          | Vicenza-Reggiana    | 0-0           | 13 apr.       |

| andata (9ª) | andata (9ª) | 9ª giornata      | ritorno (26ª) | ritorno (26ª) |
|             |             |                  |               |               |
| 17 nov.     | 1-0         | Atalanta-Udinese | 0-2           | 6 apr.        |
| 16 nov.     | 2-2         | Inter-Fiorentina | 0-0           | 5 apr.        |
| 17 nov.     | 0-0         | Juventus-Milan   | 6-1           | 6 apr.        |
| 17 nov.     | 4-2         | Napoli-Perugia   | 1-1           | 6 apr.        |
| 17 nov.     | 1-3         | Piacenza-Lazio   | 0-2           | 6 apr.        |
| 17 nov.     | 1-3         | Reggiana-Bologna | 2-3           | 6 apr.        |
| 17 nov.     | 3-1         | Roma-Cagliari    | 1-2           | 6 apr.        |
| 17 nov.     | 1-1         | Sampdoria-Parma  | 0-3           | 6 apr.        |
| 17 nov.     | 2-2         | Verona-Vicenza   | 0-0           | 6 apr.        |

| andata (10ª) | andata (10ª) | 10ª giornata        | ritorno (27ª) | ritorno (27ª) |
|              |              |                     |               |               |
| 24 nov.      | 3-1          | Bologna-Atalanta    | 1-1           | 13 apr.       |
| 24 nov.      | 1-1          | Cagliari-Napoli     | 1-1           | 13 apr.       |
| 24 nov.      | 1-1          | Fiorentina-Piacenza | 1-1           | 13 apr.       |
| 24 nov.      | 1-1          | Lazio-Sampdoria     | 0-1           | 13 apr.       |
| 24 nov.      | 1-1          | Milan-Inter         | 1-3           | 13 apr.       |
| 24 nov.      | 0-0          | Parma-Roma          | 1-0           | 13 apr.       |
| 24 nov.      | 3-1          | Perugia-Verona      | 0-2           | 13 apr.       |
| 11 dic.      | 1-4          | Udinese-Juventus    | 3-0           | 13 apr.       |
| 24 nov.      | 2-0          | Vicenza-Reggiana    | 0-0           | 13 apr.       |

| andata (11ª) | andata (11ª) | 11ª giornata     | ritorno (28ª) | ritorno (28ª) |
|              |              |                  |               |               |
| 1º dic.      | 2-2          | Atalanta-Napoli  | 1-0           | 20 apr.       |
| 30 nov.      | 2-2          | Inter-Cagliari   | 2-1           | 19 apr.       |
| 1º dic.      | 1-0          | Juventus-Bologna | 1-0           | 19 apr.       |
| 1º dic.      | 1-1          | Perugia-Vicenza  | 1-4           | 20 apr.       |
| 1º dic.      | 3-2          | Piacenza-Milan   | 0-0           | 20 apr.       |
| 1º dic.      | 0-2          | Reggiana-Lazio   | 1-6           | 20 apr.       |
| 1º dic.      | 3-3          | Roma-Fiorentina  | 1-2           | 19 apr.       |
| 1º dic.      | 3-1          | Udinese-Parma    | 2-0           | 20 apr.       |
| 1º dic.      | 1-1          | Verona-Sampdoria | 0-0           | 20 apr.       |

| andata (12ª) | andata (12ª) | 12ª giornata       | ritorno (29ª) | ritorno (29ª) |
|              |              |                    |               |               |
| 8 dic.       | 1-1          | Bologna-Piacenza   | 1-1           | 4 mag.        |
| 8 dic.       | 1-1          | Cagliari-Reggiana  | 3-0           | 4 mag.        |
| 8 dic.       | 4-1          | Fiorentina-Perugia | 1-1           | 4 mag.        |
| 8 dic.       | 0-0          | Lazio-Roma         | 1-1           | 4 mag.        |
| 8 dic.       | 2-1          | Milan-Udinese      | 1-1           | 4 mag.        |
| 8 dic.       | 1-0          | Napoli-Verona      | 0-2           | 4 mag.        |
| 8 dic.       | 0-0          | Parma-Atalanta     | 2-1           | 4 mag.        |
| 8 dic.       | 0-1          | Sampdoria-Juventus | 0-0           | 4 mag.        |
| 8 dic.       | 1-1          | Vicenza-Inter      | 1-0           | 3 mag.        |

| andata (11ª) | andata (11ª) | 11ª giornata     | ritorno (28ª) | ritorno (28ª) |
|              |              |                  |               |               |
| 1º dic.      | 2-2          | Atalanta-Napoli  | 1-0           | 20 apr.       |
| 30 nov.      | 2-2          | Inter-Cagliari   | 2-1           | 19 apr.       |
| 1º dic.      | 1-0          | Juventus-Bologna | 1-0           | 19 apr.       |
| 1º dic.      | 1-1          | Perugia-Vicenza  | 1-4           | 20 apr.       |
| 1º dic.      | 3-2          | Piacenza-Milan   | 0-0           | 20 apr.       |
| 1º dic.      | 0-2          | Reggiana-Lazio   | 1-6           | 20 apr.       |
| 1º dic.      | 3-3          | Roma-Fiorentina  | 1-2           | 19 apr.       |
| 1º dic.      | 3-1          | Udinese-Parma    | 2-0           | 20 apr.       |
| 1º dic.      | 1-1          | Verona-Sampdoria | 0-0           | 20 apr.       |

| andata (12ª) | andata (12ª) | 12ª giornata       | ritorno (29ª) | ritorno (29ª) |
|              |              |                    |               |               |
| 8 dic.       | 1-1          | Bologna-Piacenza   | 1-1           | 4 mag.        |
| 8 dic.       | 1-1          | Cagliari-Reggiana  | 3-0           | 4 mag.        |
| 8 dic.       | 4-1          | Fiorentina-Perugia | 1-1           | 4 mag.        |
| 8 dic.       | 0-0          | Lazio-Roma         | 1-1           | 4 mag.        |
| 8 dic.       | 2-1          | Milan-Udinese      | 1-1           | 4 mag.        |
| 8 dic.       | 1-0          | Napoli-Verona      | 0-2           | 4 mag.        |
| 8 dic.       | 0-0          | Parma-Atalanta     | 2-1           | 4 mag.        |
| 8 dic.       | 0-1          | Sampdoria-Juventus | 0-0           | 4 mag.        |
| 8 dic.       | 1-1          | Vicenza-Inter      | 1-0           | 3 mag.        |

| andata (13ª) | andata (13ª) | 13ª giornata       | ritorno (30ª) | ritorno (30ª) |
|              |              |                    |               |               |
| 15 dic.      | 4-0          | Atalanta-Piacenza  | 1-3           | 11 mag.       |
| 15 dic.      | 2-2          | Cagliari-Bologna   | 0-3           | 11 mag.       |
| 15 dic.      | 3-4          | Inter-Sampdoria    | 2-1           | 11 mag.       |
| 15 dic.      | 3-2          | Juventus-Verona    | 2-0           | 11 mag.       |
| 15 dic.      | 1-2          | Perugia-Lazio      | 1-4           | 11 mag.       |
| 15 dic.      | 0-3          | Reggiana-Milan     | 1-3           | 11 mag.       |
| 15 dic.      | 1-0          | Roma-Napoli        | 0-1           | 11 mag.       |
| 15 dic.      | 2-0          | Udinese-Fiorentina | 3-2           | 11 mag.       |
| 15 dic.      | 1-1          | Vicenza-Parma      | 0-3           | 11 mag.       |

| andata (14ª) | andata (14ª) | 14ª giornata        | ritorno (31ª) | ritorno (31ª) |
|              |              |                     |               |               |
| 22 dic.      | 0-0          | Bologna-Perugia     | 1-5           | 15 mag.       |
| 22 dic.      | 2-0          | Fiorentina-Cagliari | 1-4           | 15 mag.       |
| 22 dic.      | 0-1          | Milan-Parma         | 1-1           | 15 mag.       |
| 22 dic.      | 1-0          | Napoli-Lazio        | 2-3           | 15 mag.       |
| 22 dic.      | 1-1          | Piacenza-Juventus   | 1-4           | 15 mag.       |
| 22 dic.      | 1-1          | Reggiana-Inter      | 1-3           | 15 mag.       |
| 22 dic.      | 0-2          | Roma-Atalanta       | 4-0           | 15 mag.       |
| 22 dic.      | 2-1          | Sampdoria-Vicenza   | 1-1           | 15 mag.       |
| 22 dic.      | 3-2          | Verona-Udinese      | 0-3           | 15 mag.       |

| andata (13ª) | andata (13ª) | 13ª giornata       | ritorno (30ª) | ritorno (30ª) |
|              |              |                    |               |               |
| 15 dic.      | 4-0          | Atalanta-Piacenza  | 1-3           | 11 mag.       |
| 15 dic.      | 2-2          | Cagliari-Bologna   | 0-3           | 11 mag.       |
| 15 dic.      | 3-4          | Inter-Sampdoria    | 2-1           | 11 mag.       |
| 15 dic.      | 3-2          | Juventus-Verona    | 2-0           | 11 mag.       |
| 15 dic.      | 1-2          | Perugia-Lazio      | 1-4           | 11 mag.       |
| 15 dic.      | 0-3          | Reggiana-Milan     | 1-3           | 11 mag.       |
| 15 dic.      | 1-0          | Roma-Napoli        | 0-1           | 11 mag.       |
| 15 dic.      | 2-0          | Udinese-Fiorentina | 3-2           | 11 mag.       |
| 15 dic.      | 1-1          | Vicenza-Parma      | 0-3           | 11 mag.       |

| andata (14ª) | andata (14ª) | 14ª giornata        | ritorno (31ª) | ritorno (31ª) |
|              |              |                     |               |               |
| 22 dic.      | 0-0          | Bologna-Perugia     | 1-5           | 15 mag.       |
| 22 dic.      | 2-0          | Fiorentina-Cagliari | 1-4           | 15 mag.       |
| 22 dic.      | 0-1          | Milan-Parma         | 1-1           | 15 mag.       |
| 22 dic.      | 1-0          | Napoli-Lazio        | 2-3           | 15 mag.       |
| 22 dic.      | 1-1          | Piacenza-Juventus   | 1-4           | 15 mag.       |
| 22 dic.      | 1-1          | Reggiana-Inter      | 1-3           | 15 mag.       |
| 22 dic.      | 0-2          | Roma-Atalanta       | 4-0           | 15 mag.       |
| 22 dic.      | 2-1          | Sampdoria-Vicenza   | 1-1           | 15 mag.       |
| 22 dic.      | 3-2          | Verona-Udinese      | 0-3           | 15 mag.       |

| andata (15ª) | andata (15ª) | 15ª giornata      | ritorno (32ª) | ritorno (32ª) |
|              |              |                   |               |               |
| 5 gen.       | 1-0          | Atalanta-Verona   | 1-1           | 18 mag.       |
| 5 gen.       | 1-0          | Cagliari-Piacenza | 1-1           | 18 mag.       |
| 5 gen.       | 3-0          | Fiorentina-Napoli | 2-2           | 18 mag.       |
| 5 gen.       | 3-1          | Inter-Roma        | 1-1           | 18 mag.       |
| 5 gen.       | 3-0          | Lazio-Milan       | 2-2           | 18 mag.       |
| 5 gen.       | 1-0          | Parma-Juventus    | 1-1           | 18 mag.       |
| 5 gen.       | 1-3          | Perugia-Reggiana  | 4-1           | 18 mag.       |
| 5 gen.       | 4-5          | Udinese-Sampdoria | 0-4           | 18 mag.       |
| 5 gen.       | 2-0          | Vicenza-Bologna   | 0-0           | 18 mag.       |

| andata (16ª) | andata (16ª) | 16ª giornata        | ritorno (33ª) | ritorno (33ª) |
|              |              |                     |               |               |
| 12 gen.      | 0-1          | Bologna-Parma       | 0-1           | 25 mag.       |
| 12 gen.      | 0-0          | Juventus-Atalanta   | 1-1           | 23 mag.       |
| 12 gen.      | 1-0          | Milan-Vicenza       | 0-2           | 25 mag.       |
| 12 gen.      | 1-2          | Napoli-Inter        | 2-3           | 25 mag.       |
| 12 gen.      | 0-0          | Piacenza-Udinese    | 0-4           | 25 mag.       |
| 12 gen.      | 0-0          | Reggiana-Fiorentina | 0-3           | 25 mag.       |
| 12 gen.      | 4-1          | Roma-Perugia        | 0-2           | 25 mag.       |
| 12 gen.      | 4-1          | Sampdoria-Cagliari  | 4-3           | 25 mag.       |
| 12 gen.      | 1-1          | Verona-Lazio        | 1-4           | 25 mag.       |

| andata (15ª) | andata (15ª) | 15ª giornata      | ritorno (32ª) | ritorno (32ª) |
|              |              |                   |               |               |
| 5 gen.       | 1-0          | Atalanta-Verona   | 1-1           | 18 mag.       |
| 5 gen.       | 1-0          | Cagliari-Piacenza | 1-1           | 18 mag.       |
| 5 gen.       | 3-0          | Fiorentina-Napoli | 2-2           | 18 mag.       |
| 5 gen.       | 3-1          | Inter-Roma        | 1-1           | 18 mag.       |
| 5 gen.       | 3-0          | Lazio-Milan       | 2-2           | 18 mag.       |
| 5 gen.       | 1-0          | Parma-Juventus    | 1-1           | 18 mag.       |
| 5 gen.       | 1-3          | Perugia-Reggiana  | 4-1           | 18 mag.       |
| 5 gen.       | 4-5          | Udinese-Sampdoria | 0-4           | 18 mag.       |
| 5 gen.       | 2-0          | Vicenza-Bologna   | 0-0           | 18 mag.       |

| andata (16ª) | andata (16ª) | 16ª giornata        | ritorno (33ª) | ritorno (33ª) |
|              |              |                     |               |               |
| 12 gen.      | 0-1          | Bologna-Parma       | 0-1           | 25 mag.       |
| 12 gen.      | 0-0          | Juventus-Atalanta   | 1-1           | 23 mag.       |
| 12 gen.      | 1-0          | Milan-Vicenza       | 0-2           | 25 mag.       |
| 12 gen.      | 1-2          | Napoli-Inter        | 2-3           | 25 mag.       |
| 12 gen.      | 0-0          | Piacenza-Udinese    | 0-4           | 25 mag.       |
| 12 gen.      | 0-0          | Reggiana-Fiorentina | 0-3           | 25 mag.       |
| 12 gen.      | 4-1          | Roma-Perugia        | 0-2           | 25 mag.       |
| 12 gen.      | 4-1          | Sampdoria-Cagliari  | 4-3           | 25 mag.       |
| 12 gen.      | 1-1          | Verona-Lazio        | 1-4           | 25 mag.       |

| \| andata (17ª) \| andata (17ª) \| 17ª giornata \| ritorno (34ª) \| ritorno (34ª) \| \| \| \| \| \| \| \| 19 gen. \| 1-0 \| Atalanta-Reggiana \| 3-0 \| 1º giu. \| \| 19 gen. \| 1-1 \| Cagliari-Milan \| 1-0 \| 1º giu. \| \| 19 gen. \| 1-1 \| Fiorentina-Sampdoria \| 1-1 \| 1º giu. \| \| 19 gen. \| 0-2 \| Inter-Bologna \| 2-2 \| 1º giu. \| \| 19 gen. \| 0-2 \| Lazio-Juventus \| 2-2 \| 1º giu. \| \| 19 gen. \| 1-0 \| Parma-Verona \| 2-1 \| 1º giu. \| \| 19 gen. \| 1-1 \| Perugia-Piacenza \| 1-2 \| 1º giu. \| \| 19 gen. \| 1-0 \| Udinese-Roma \| 3-0 \| 1º giu. \| \| 19 gen. \| 2-2 \| Vicenza-Napoli \| 0-1 \| 1º giu. \| |              |                      |               |               |
| andata (17ª) | andata (17ª) | 17ª giornata         | ritorno (34ª) | ritorno (34ª) |
| |              |                      |               |               |
| 19 gen. | 1-0          | Atalanta-Reggiana    | 3-0           | 1º giu.       |
| 19 gen. | 1-1          | Cagliari-Milan       | 1-0           | 1º giu.       |
| 19 gen. | 1-1          | Fiorentina-Sampdoria | 1-1           | 1º giu.       |
| 19 gen. | 0-2          | Inter-Bologna        | 2-2           | 1º giu.       |
| 19 gen. | 0-2          | Lazio-Juventus       | 2-2           | 1º giu.       |
| 19 gen. | 1-0          | Parma-Verona         | 2-1           | 1º giu.       |
| 19 gen. | 1-1          | Perugia-Piacenza     | 1-2           | 1º giu.       |
| 19 gen. | 1-0          | Udinese-Roma         | 3-0           | 1º giu.       |
| 19 gen. | 2-2          | Vicenza-Napoli       | 0-1           | 1º giu.       |

| andata (17ª) | andata (17ª) | 17ª giornata         | ritorno (34ª) | ritorno (34ª) |
|              |              |                      |               |               |
| 19 gen.      | 1-0          | Atalanta-Reggiana    | 3-0           | 1º giu.       |
| 19 gen.      | 1-1          | Cagliari-Milan       | 1-0           | 1º giu.       |
| 19 gen.      | 1-1          | Fiorentina-Sampdoria | 1-1           | 1º giu.       |
| 19 gen.      | 0-2          | Inter-Bologna        | 2-2           | 1º giu.       |
| 19 gen.      | 0-2          | Lazio-Juventus       | 2-2           | 1º giu.       |
| 19 gen.      | 1-0          | Parma-Verona         | 2-1           | 1º giu.       |
| 19 gen.      | 1-1          | Perugia-Piacenza     | 1-2           | 1º giu.       |
| 19 gen.      | 1-0          | Udinese-Roma         | 3-0           | 1º giu.       |
| 19 gen.      | 2-2          | Vicenza-Napoli       | 0-1           | 1º giu.       |

## Spareggi

### Spareggio salvezza
|          | Risultati |          | Luogo e data           |
| -------- | --------- | -------- | ---------------------- |
| Piacenza | 3-1       | Cagliari | Napoli, 15 giugno 1997 |
|          |           |          |                        |

## Statistiche

### Squadre

#### Capoliste solitarie
|    | —— | —— | ——  | ——  | ——  | —— | ——    | ——    | ——  | ——       | ——       | ——       | ——       | ——       | ——       | ——       | ——       | ——       | ——       | ——       | ——       | ——       | ——       | ——       | ——       | ——       | ——       | ——       | ——       | ——       | ——       | ——       | ——       | —— |  |
|    |    |    | Juv | Int | Juv |    | Inter | Inter | Vic | Juventus | Juventus | Juventus | Juventus | Juventus | Juventus | Juventus | Juventus | Juventus | Juventus | Juventus | Juventus | Juventus | Juventus | Juventus | Juventus | Juventus | Juventus | Juventus | Juventus | Juventus | Juventus | Juventus | Juventus |    |  |
|    |    |    |     |     |     |    |       |       |     |          |          |          |          |          |          |          |          |          |          |          |          |          |          |          |          |          |          |          |          |          |          |          |          |    |  |
|    |    |    |     |     |     |    |       |       |     |          |          |          |          |          |          |          |          |          |          |          |          |          |          |          |          |          |          |          |          |          |          |          |          |    |  |
| 1ª | 2ª | 3ª | 4ª  | 5ª  | 6ª  | 7ª | 8ª    | 9ª    | 10ª | 11ª      | 12ª      | 13ª      | 14ª      | 15ª      | 16ª      | 17ª      | 18ª      | 19ª      | 20ª      | 21ª      | 22ª      | 23ª      | 24ª      | 25ª      | 26ª      | 27ª      | 28ª      | 29ª      | 30ª      | 31ª      | 32ª      | 33ª      | 34ª      |    |  |

#### Primati stagionali
- Maggior numero di partite vinte: 18 (Parma)
- Minor numero di partite perse: 3 (Juventus)
- Massimo dei pareggi: 16 (Piacenza)
- Minor numero di partite vinte: 2 (Reggiana)
- Maggior numero di partite perse: 19 (Verona, Reggiana)
- Minimo dei pareggi: 7 (Perugia)
- Miglior attacco: 60 (Sampdoria)
- Miglior difesa: 24 (Juventus)
- Miglior differenza reti: 27 (Juventus)
- Peggior attacco: 28 (Reggiana)
- Peggior difesa: 67 (Reggiana)
- Peggior differenza reti: −39 (Reggiana)

### Individuali

#### Classifica marcatori
Durante il campionato fu messa a segno una quadripletta da Marcelo Otero (Vicenza) nella partita Fiorentina-Vicenza 2-4.
Fonte:
| Gol | Rigori |  | Giocatore         | Squadra                    |
| --- | ------ |  | ----------------- | -------------------------- |
| 24  | 6      |  | Filippo Inzaghi   | Atalanta                   |
| 22  | 4      |  | Vincenzo Montella | Sampdoria                  |
| 17  | 5      |  | Abel Balbo        | Roma                       |
| 16  | 3      |  | Sandro Tovalieri  | Reggiana (4) Cagliari (12) |
| 15  | 4      |  | Giuseppe Signori  | Lazio                      |
| 15  |        |  | Marco Negri       | Perugia                    |
| 15  |        |  | Roberto Mancini   | Sampdoria                  |
| 14  | 5      |  | Youri Djorkaeff   | Inter                      |
| 14  | 1      |  | Enrico Chiesa     | Parma                      |
| 14  | 3      |  | Pasquale Luiso    | Piacenza                   |
| 13  | 2      |  | Gabriel Batistuta | Fiorentina                 |
| 13  |        |  | George Weah       | Milan                      |
| 13  | 1      |  | Oliver Bierhoff   | Udinese                    |
| 13  | 1      |  | Paolo Poggi       | Udinese                    |
| 13  | 4      |  | Marcelo Otero     | Vicenza                    |

### Media spettatori
Media spettatori della Serie A 1996-97: 29.481
| Club       | Pos. | Media  |
| ---------- | ---- | ------ |
| Milan      | 1    | 55.894 |
| Inter      | 2    | 50.806 |
| Roma       | 3    | 50.557 |
| Napoli     | 4    | 45.253 |
| Juventus   | 5    | 39.271 |
| Lazio      | 6    | 38.699 |
| Fiorentina | 7    | 36.991 |
| Bologna    | 8    | 27.922 |
| Sampdoria  | 9    | 26.187 |
| Parma      | 10   | 22.601 |
| Perugia    | 11   | 20.580 |
| Verona     | 12   | 20.456 |
| Atalanta   | 13   | 19.030 |
| Cagliari   | 14   | 18.172 |
| Udinese    | 15   | 16.790 |
| Vicenza    | 16   | 15.962 |
| Reggiana   | 17   | 13.617 |
| Piacenza   | 18   | 11.785 |